# Ambloplites

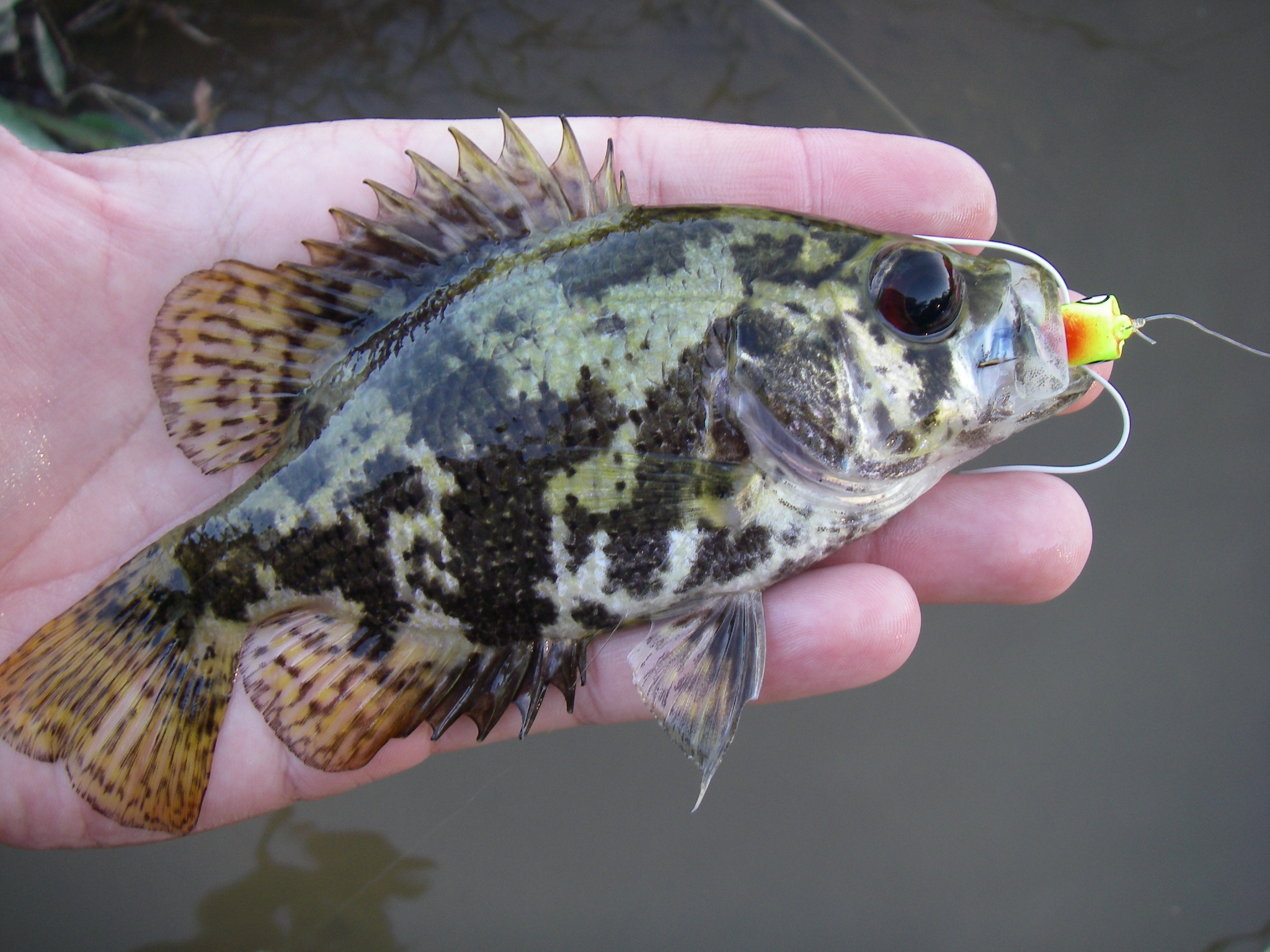
Exemplar dAmbloplites ariommus capturat a Louisiana.

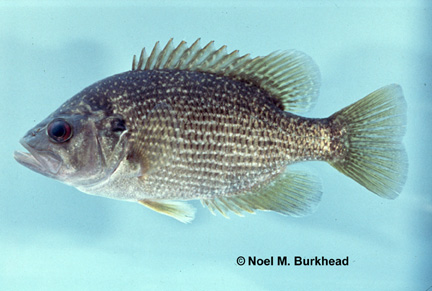
Ambloplites cavifrons

Ambloplites és un gènere de peixos pertanyent a la família dels centràrquids que es troba des de la conca de la badia de Hudson (el Canadà) fins al curs inferior de la conca del riu Mississipi als Estats Units.
Segons l'espècie en qüestió, poden atènyer entre 30 i 43 cm de longitud i 0,45 i 1,4 kg de pes.

## Taxonomia
- Ambloplites ariommus (Viosca, 1936)[3]
- Ambloplites cavifrons (Cope, 1868)[4]
- Ambloplites constellatus (Cashner & Suttkus, 1977)[5]
- Ambloplites rupestris (Rafinesque, 1817)[6][7][8][9][10][11]